# Budo, Incheon
Budo är en ö i Sydkorea.  Den ligger i provinsen Incheon, i den västra delen av landet, 100 km sydväst om huvudstaden Seoul. Arean är 0,36 kvadratkilometer.